# Vaart Zuidzijde 51
Het woonhuis aan de Vaart Zuidzijde 51 in de Nederlandse stad Assen is een monument.

## Beschrijving
In 1780 werd de Drentsche Hoofdvaart doorgetrokken tot aan Assen en in de jaren die volgden werden aan beide zijden woningen gebouwd. 
Het huis werd in de 19e eeuw gebouwd en is van het Asser type, een benaming die in de stad wordt gegeven aan verdiepingsloze woonhuizen met een verhoogde middenpartij. In andere regio's wordt dit type ook wel middenganghuis genoemd. Het pand is opgetrokken in baksteen vanuit een rechthoekig plattegrond, met een verhoogde begane grond. Het heeft een met pannen gedekt afgeknot schilddak. De symmetrische voorgevel is vijf traveeën breed, met een entree met bordestrap in het midden.

## Waardering
Het pand werd in 1965 in het monumentenregister opgenomen als rijksmonument, tegelijkertijd met het naburige pand op nummer 53. De panden maken deel uit van het beschermd stadsgezicht in Assen.